# Joe Osborn
Joseph Osborn (Louisiana, 28 agosto 1937 – Louisiana, 14 dicembre 2018) è stato un bassista statunitense.
Conosciuto principalmente per il suo lavoro con la band The Carpenters, fece parte del collettivo The Wrecking Crew. Con oltre seicento  sessioni in studio al suo attivo, è stato tra i bassisti ad aver partecipato al maggior numero di registrazioni nella storia della produzione discografica. Il costruttore di strumenti a corde Lakland realizzò per lui negli anni novanta un basso modello su misura (Jon Osborn signature); prima di questo strumento, Osborn utilizzava un basso Fender Jazz Bass del 1960.  Nel 2012  tornò ad utilizzare un basso Fender poiché la marca gli dedicò un Jazz Bass con il suo nome (Joe Osborn signature). Osborne otteneva il suo timbro di suono caratteristico suonando corde flatwound (piatte) con un plettro.

## Biografia
Joe Osborn iniziò la sua carriera professionale suonando la chitarra nei club e debuttando come turnista in studio di registrazione lavorando per il cantante Dale Hawkins. All'età di venti anni si recò a Las Vegas dove lavorò per un anno al fianco del cantante country Bob Luman. Con il chitarrista Roy Buchanan come compagno di banda, più esperto di Osborn alla chitarra, Osborn passò al basso elettrico. Nel 1960, con Allen "Puddler" Harris e James Burton, si unì al gruppo di Ricky Nelson, dove rimase per quattro anni. Il lavoro svolto al basso per l'album di maggior successo di Nelson, Travellin' Man, gli spalancò le porte degli studi di registrazione come turnista e iniziò in questo periodo a lavorare con Johnny Rivers.
Quando la band di Nelson si sciolse nel 1964, Osborn si dedicò esclusivamente al lavoro di studio a Los Angeles. Durante i successivi dieci anni sarà considerato uno dei migliori bassisti di studio della città, entrando a far parte dell'esclusivo gruppo di turnisti conosciuto come The Wrecking Crew e lavorando con produttori come Lou Adler e Bones Howe. Lavorava spesso con Hal Blaine alla batteria e Larry Knechtel alle tastiere, questa formazione (Blaine, Osborn e Knechtel) è conosciuta come "Hollywood Golden Trio". Il suono del suo basso può essere ascoltato in numerosi successi musicali dell'epoca, così come in sigle televisive statunitensi, in musiche di pubblicità e in varie colonne sonore di film.
Alcuni degli artisti con i quali Osborn ha collaborato sono The Mamas & the Papas, The Association, The Grass Roots e The 5th Dimension. Osborn ha partecipato alla registrazione del grande successo di Simon & Garfunkel, Bridge over Troubled Water, nonché alla versione dei The 5th Dimension della canzone Aquarius/Let the Sunshine In.
Osborn partecipò anche alle registrazioni dei principali successi di Neil Diamond della fine degli anni sessanta e dell'inizio degli anni settanta. Fu lui a scoprire il talento del duo The Carpenters, con il quale collaborò come bassista per tutta la carriera. Negli anni settanta collaborò frequentemente con Nancy Sinatra e nel 1977 suonò nell'album Forgiven di Don Francisco.
Nel 1974, Osborn lasciò Los Angeles per stabilirsi a Nashville, dove continuò il suo lavoro come turnista, ma con ritmi meno frenetici, con artisti country come Kenny Rogers, Mel Tillis e Hank Williams Jr. In questo periodo Osborn collaborò come bassista a un totale di 53 brani che raggiunsero il numero uno delle classifiche di musica country.
Osborn lasciò Nashville nel 1988 per ritirarsi a Caddo, in Louisiana. Nel 2010 è stato inserito nella Louisiana Music Hall of Fame.
Joe Osborn morì di cancro al pancreas il 14 dicembre 2018 all'età di 81 anni.
Tra le numerose registrazioni nel corso della sua carriera, 200 brani entrarono nelle prime 40 posizioni della classifica Pop statunitense e 18 brani raggiunsero il numero uno della classifica.

## Discografia parziale
- Travelin' Man (Ricky Nelson)
- Memphis (Johnny Rivers)
- California Dreamin' (The Mamas & the Papas)
- Windy (The Association)
- MacArthur Park (Richard Harris)
- Aquarius/Let the Sunshine In (The 5th Dimension)
- The Only Living Boy in New York (Simon & Garfunkel)
- For All We Know (The Carpenters)
- Forgiven, Don Francisco, 1977
- It's Going to Take Some Time (The Carpenters)
- Bridge over Troubled Water (Simon & Garfunkel)
- Midnight Confessions (The Grass Roots)
- Ventura Highway (America)
- Richard Cory (Simon & Garfunkel)